# Teixidor bicolor
El teixidor bicolor (Ploceus bicolor) és un ocell de la família dels ploceids (Ploceidae).

## Hàbitat i distribució
Habita la selva i boscos de les terres baixes del sud-est de Nigèria, Camerun, l'illa de Bioko, el Gabon, oest, sud est i nord-est de la República Democràtica del Congo, Ruanda, Burundi, Uganda, extrem est de Sudan del Sud i oest de Kenya cap al sud fins l'oest i nord d'Angola, nord i centre de Zàmbia i nord-oest, oest i sud-oest de Tanzània, sud de Somàlia, cap al sud, a través de costa de Kenya fins al nord-est i est de Tanzània, incloent Zanzibar, sud de Malawi, est de Zimbabwe, Moçambic i la costa sud-est de Sud-àfrica.